# Kościół Trójcy Świętej w Paszenkach
Kościół Trójcy Świętej w Paszenkach – rzymskokatolicki kościół w Paszenkach wzniesiony w XVIII w. jako cerkiew unicka.

## Historia
Fundatorami cerkwi w Paszenkach byli Firlejowie. Świątynia powstała najprawdopodobniej w 1717. W 1875, na skutek likwidacji unickiej diecezji chełmskiej, przeszła na własność parafii prawosławnej. W 1890 budynek został rozbudowany. W 1930 świątynia została zrewindykowana na rzecz Kościoła katolickiego.

## Architektura

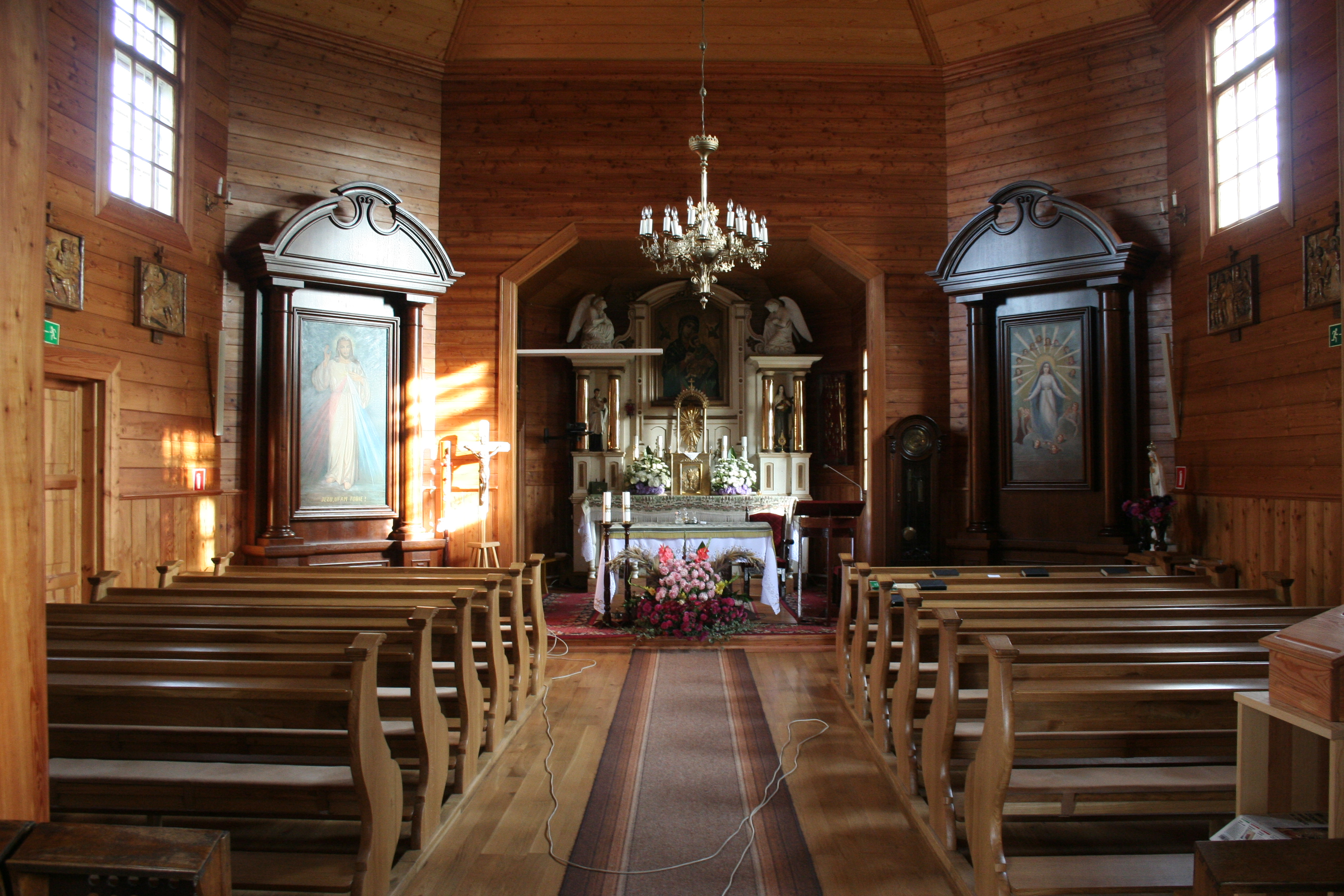
Wnętrze świątyni

Dawna cerkiew w Paszenkach jest budowlą drewnianą, orientowaną, jednonawową, trójdzielną, o konstrukcji zrębowej, na podmurówce ceglanej. Nawa świątyni wzniesiona została na planie ośmiokąta, zaś pomieszczenie ołtarzowe, rozbudowane prawdopodobnie po 1890, jest niskie i zamknięte trójbocznie. Identyczną szerokość ma przedsionek, w przedłużeniu którego zbudowana została szersza od niego wieża, także dostawiona najpewniej w toku przebudowy świątyni w 1890. W nawie znajduje się pozorna ośmiodzielna kopuła, zaś w pozostałych częściach świątyni – strop płaski. Z zewnątrz świątynię zdobi gzyms profilowany, a pod okapem hełmu – arkadowy gzyms. Całość kryta jest dachami wielopołaciowymi, nad nawą znajduje się czworoboczna pseudolatarnia.
Na wyposażeniu kościoła znajduje się unicka ikona Matki Bożej z XVII–XVIII w., przemalowywana, będąca prawdopodobniej częścią składową niezachowanego ikonostasu cerkwi. Młodsze od niej są dziewiętnastowieczne utensylia: krzyż procesyjny, cztery lichtarze. W kościele znajduje się także pochodząca z tego samego okresu ludowa rzeźba Chrystusa.